# Чемпионат Европы по волейболу среди младших девушек 2017
1-й чемпионат Европы по волейболу среди младших девушек (финальный турнир) проходил с 21 по 29 июля 2017 года в двух городах Болгарии (Софии и Самокове) с участием 12 сборных команд, составленных из игроков не старше 16 лет. Чемпионский титул выиграла младшая юниорская сборная Италии.

## Команды-участницы
Болгария — команда страны-организатора;
Беларусь, Бельгия, Греция, Дания, Италия, Нидерланды, Россия, Румыния, Турция, Финляндия, Чехия — по результатам квалификации.

## Квалификация
Квалификация (отборочный турнир) чемпионата прошла в период с 15 июля 2015 по 23 апреля 2017 года с участием 24 команд и включала два этапа. От квалификации освобождена Болгария (команда страны-организатора), принявшая участие в чемпионате BVA. 
Первый этап проводился в рамках чемпионатов пяти волейбольных зональных ассоциаций ЕКВ, в ходе которых были разыграны 5 путёвок в финальный турнир европейского первенства, которые выиграли победители турниров. 
16 команд вышли во второй этап квалификации, где были разделены на 4 группы. Победители групп и две лучшие команды из числа занявших вторые места получили оставшиеся 6 путёвок в финальный турнир чемпионата Европы.  

### Первый этап
|  | Квалифицировавшиеся в качестве чемпионов зональных ассоциаций |
|  | Прошедшие во 2-й этап квалификации                            |

| Место | BVA 13-17.07.2016 ( Казанлык) | EEVZA 23-27.11.2016 ( Анапа) | MEVZA 28-30.12.2016 ( Брно) |
| ----- | ----------------------------- | ---------------------------- | --------------------------- |
| 1     | Турция                        | Россия                       | Чехия                       |
| 2     | Сербия                        | Польша                       | Хорватия                    |
| 3     | Болгария                      | Украина                      | Венгрия                     |
| 4     | Румыния                       | Беларусь                     |                             |
| 5     | Греция                        | Эстония                      |                             |
| 6     | Черногория                    | Латвия                       |                             |

| Место | NEVZA 19-22.12.2016 ( Кёге) | WEVZA 15-19.07.2015 ( Вальядолид) |
| ----- | --------------------------- | --------------------------------- |
| 1     | Финляндия                   | Италия                            |
| 2     | Дания                       | Испания                           |
| 3     | Исландия                    | Бельгия                           |
| 4     |                             | Нидерланды                        |
| 5     |                             | Швейцария                         |
| 6     |                             | Португалия                        |

### Второй этап
| Место | Группа A 13-15.04.2017 ( Белград) | Группа B 21-23.04.2017 ( Аргос) | Группа C 14-16.04.2017 ( Хольте) | Группа D 13-15.04.2017 ( Паленсия) |
| ----- | --------------------------------- | ------------------------------- | -------------------------------- | ---------------------------------- |
| 1     | Беларусь                          | Греция                          | Бельгия                          | Нидерланды                         |
| 2     | Венгрия                           | Румыния                         | Дания                            | Польша                             |
| 3     | Сербия                            | Украина                         | Эстония                          | Испания                            |
| 4     | Черногория                        | Хорватия                        | Исландия                         | Латвия                             |

## Система розыгрыша
Соревнования состояли из предварительного этапа и плей-офф. На предварительной стадии 12 команд-участниц были разбиты на 2 группы, в которых играли в один круг. По две лучшие команды из групп вышли в полуфинал плей-офф и далее определили призёров чемпионата. По такой же системе итоговые 5—8-е места разыграли команды, занявшие в группах 3—4-е места.
Первичным критерием при распределении мест в группах являлось общее количество побед. При равенстве этого показателя в расчёт последовательно брались количество очков, соотношение партий, мячей, результаты личных встреч. За победы со счётом 3:0 и 3:1 команды получали по 3 очка, за победы 3:2 — по 2 очка, за поражения 2:3 — по 1 очку, за поражения 0:3 и 1:3 очки не начислялись.

## Игровые арены
София
- В многофункциональном зале «Христо Ботев» прошли матчи группы 1 предварительного этапа и поединки плей-офф. Вместимость — 1500 зрителей.

 Самоков
- В многофункциональном спортивном зале «Арена Самоков» прошли матчи группы 2 предварительного этапа. Вместимость — 2500 зрителей.

## Предварительный этап
|  | Прошедшие в плей-офф за 1—4 места |
|  | Прошедшие в плей-офф за 5—8 места |

### Группа 1
София
| М | Команда    | 1   | 2   | 3   | 4   | 5   | 6   | И | В | П | С/П  | О  |
| - | ---------- | --- | --- | --- | --- | --- | --- | - | - | - | ---- | -- |
| 1 | Италия     |     | 3:1 | 3:0 | 3:0 | 3:0 | 3:0 | 5 | 5 | 0 | 15:1 | 15 |
| 2 | Болгария   | 1:3 |     | 3:0 | 3:0 | 3:0 | 3:0 | 5 | 4 | 1 | 13:3 | 12 |
| 3 | Нидерланды | 0:3 | 0:3 |     | 3:1 | 3:0 | 3:0 | 5 | 3 | 2 | 9:7  | 9  |
| 4 | Греция     | 0:3 | 0:3 | 1:3 |     | 3:1 | 1:3 | 5 | 1 | 4 | 5:13 | 3  |
| 5 | Финляндия  | 0:3 | 0:3 | 0:3 | 1:3 |     | 3:0 | 5 | 1 | 4 | 4:12 | 3  |
| 6 | Дания      | 0:3 | 0:3 | 0:3 | 3:1 | 0:3 |     | 5 | 1 | 4 | 3:13 | 3  |

21 июля
Дания — Греция 3:1 (27:25, 25:16, 12:25, 25:22); Италия — Болгария 3:1 (25:17, 21:25, 25:10, 25:12); Нидерланды — Финляндия 3:0 (25:22, 25:19, 25:21).
22 июля
Италия — Дания 3:0 (25:14, 25:10, 25:11); Болгария — Финляндия 3:0 (30:28, 25:20, 28:26); Нидерланды — Греция 3:1 (25:17, 25:21, 23:25, 25:23).
23 июля
Италия — Финляндия 3:0 (25:12, 25:12, 26:24); Болгария — Греция 3:0 (25:23, 25:15, 25:21); Нидерланды — Дания 3:0 (25:13, 25:21, 25:17).
25 июля
Греция — Финляндия 3:1 (25:18, 16:25, 25:21, 27:25); Болгария — Дания 3:0 (25:20, 26:24, 25:18); Италия — Нидерланды 3:0 (25:21, 25:22, 25:14).
26 июля
Финляндия — Дания 3:0 (25:21, 25:16, 25:6); Италия — Греция 3:0 (26:24, 25:9, 25:18); Болгария — Нидерланды 3:0 (25:23, 25:22, 25:21).

### Группа 2
Самоков
| М | Команда  | 1   | 2   | 3   | 4   | 5   | 6   | И | В | П | С/П   | О  |
| - | -------- | --- | --- | --- | --- | --- | --- | - | - | - | ----- | -- |
| 1 | Россия   |     | 2:3 | 3:2 | 3:2 | 3:0 | 3:0 | 5 | 4 | 1 | 14:7  | 11 |
| 2 | Беларусь | 3:2 |     | 1:3 | 3:2 | 3:0 | 3:2 | 5 | 4 | 1 | 13:9  | 9  |
| 3 | Турция   | 2:3 | 3:1 |     | 1:3 | 3:1 | 3:0 | 5 | 3 | 2 | 12:8  | 10 |
| 4 | Румыния  | 2:3 | 2:3 | 3:1 |     | 3:2 | 3:1 | 5 | 3 | 2 | 13:10 | 10 |
| 5 | Чехия    | 0:3 | 0:3 | 1:3 | 2:3 |     | 3:1 | 5 | 1 | 4 | 6:13  | 4  |
| 6 | Бельгия  | 0:3 | 2:3 | 0:3 | 1:3 | 1:3 |     | 5 | 0 | 5 | 4:15  | 1  |

21 июля
Румыния — Бельгия 3:1 (25:22, 24:26, 25:14, 25:11); Беларусь — Чехия 3:0 (25:23, 25:16, 25:17); Россия — Турция 3:2 (25:10, 23:25, 20:25, 25:23, 15:11).
22 июля
Румыния — Чехия 3:2 (25:19, 25:17, 15:25, 19:25, 15:13); Беларусь — Россия 3:2 (25:23, 25:16, 15:25, 16:25, 17:15); Турция — Бельгия 3:0 (25:15, 25:14, 25:23).
23 июля
Россия — Чехия 3:0 (25:16, 25:15, 25:22); Беларусь — Бельгия 3:2 (13:25, 25:16, 25:9, 19:25, 15:12); Румыния — Турция 3:1 (18:25, 25:22, 25:20, 25:22).
25 июля
Россия — Бельгия 3:0 (25:22, 25:19, 25:13); Беларусь — Румыния 3:2 (11:25, 25:22, 19:25, 25:20, 15:8); Турция — Чехия 3:1 (23:25, 25:18, 25:21, 25:19).
26 июля
Россия — Румыния 3:2 (22:25, 25:15, 25:8, 14:25, 15:10); Чехия — Бельгия 3:1 (25:14, 20:25, 25:21, 25:22); Турция — Беларусь 3:1 (25:21, 21:25, 25:22, 26:24).

## Плей-офф
София

### Полуфинал за 5—8-е места
28 июля
Нидерланды — Румыния 3:1 (25:14, 25:12, 24:26, 25:19).
Турция — Греция 3:0 (25:12, 25:18, 25:16).

### Полуфинал за 1—4-е места
28 июля
Италия — Беларусь 3:0 (25:13, 25:6, 25:12).
Россия — Болгария 3:2 (17:25, 25:21, 22:25, 25:21, 15:11).

### Матч за 7-е место
29 июля
Румыния — Греция 3:0 (25:15, 25:17, 25:13).

### Матч за 5-е место
29 июля
Нидерланды — Турция 3:1 (18:25, 29:27, 25:20, 25:18).

### Матч за 3-е место
29 июля
Болгария — Беларусь 3:2 (20:25, 25:16, 25:14, 20:25, 15:13).

### Финал
29 июля
Италия — Россия 3:0 (25:22, 25:22, 25:17). Отчёт

## Итоги

### Положение команд
| Место | Команда    |
| ----- | ---------- |
| 1     | Италия     |
| 2     | Россия     |
| 3     | Болгария   |
| 4     | Беларусь   |
| 5     | Нидерланды |
| 6     | Турция     |
| 7     | Румыния    |
| 8     | Греция     |
| 9—10  | Чехия      |
| 9—10  | Финляндия  |
| 11—12 | Дания      |
| 11—12 | Бельгия    |

### Призёры
Италия: Клаудия Консоли, Софи Андреа Блази, Катарина Булович, Эмма Каньин, Сара Кортелла, Джорджия Фрозини, Эмма Грациани, Франческа Магацца, София Монца, Линда Нвакалор, Ловет Оморуйи, Лаура Паскуино. Главный тренер — Паскуале Д’Аньелло.
  Россия: Елизавета Кочурина, Валерия Перова, Мария Евич, Полина Матвеева, Анна Попова, Елизавета Гошева, Вита Акимова, Елизавета Попова, Орталь Ивги, Александра Мурушкина, Елизавета Апаликова, Татьяна Кадочкина. Главный тренер — Светлана Сафронова.
  Болгария: Александра Георгиева, Мила Илиева, Моника Тодорова, Мария Йорданова, Галина Карабашева, Иоанна Атанасова, Аиля Сашева, Борислава Личева, Николь Данкинова, Кристина Йорданова, Мерелин Николова, Боряна Милева. Главный тренер — Стоян Гунчев.

### Индивидуальные призы
| - MVP Татьяна Кадочкина - Лучшая связующая София Монца - Лучшие центральные блокирующие Клаудия Консоли Елизавета Кочурина | - Лучшая диагональная Мерилин Николова - Лучшие доигровщицы Александра Георгиева Ксения Лебёдкина - Лучшая либеро Франческа Магацца |